# La solterona
La solterona (en inglés, The Old Maid), es una película dramática estadounidense de 1939, dirigida por Edmund Goulding. El guion de Casey Robinson está basado en la obra de teatro de 1935 —ganadora del Premio Pulitzer de ese mismo año— The Old Maid (La solterona) de Zoë Akins que, a su vez, era una adaptación de la novela de 1924 The Old Maid: the Fifties (La solterona, en sus 50) de Edith Wharton (publicada dentro de un tomo de cuatro novelas, Old New York).
La solterona está protagonizada por Bette Davis, Miriam Hopkins y George Brent. Se debe destacar la excelente fotografía de Tony Gaudio, la apropiada música de Max Steiner y el cuidado vestuario de Orry-Kelly.

## Argumento
Ambientada en la Guerra de Secesión la historia cuenta la vida de dos primas: Charlotte Lovell y Delia. El día de la boda de esta última aparece su antiguo prometido, Clem Spender, después de dos años de ausencia. Delia continua su boda con Jim Ralston y Charlotte consuela a Clem, que se alista en el ejército de la Unión y cae en combate. Poco después de su muerte, Charlotte se da cuenta de que está esperando un hijo de Clem; para escapar al estigma de ser una madre soltera, viaja al oeste para tener allí al bebé, que resulta ser una niña a la que llama Clementina (o «Tina»).
Al terminar la guerra, Charlotte y Tina se mudan a Filadelfia, donde Charlotte abre un orfanato. Delia tiene dos hijos y Charlotte está prometida con Joe Ralston, el cuñado de su prima. El día de la boda, Charlotte confiesa a Delia que Tina es hija suya y de Clem; Delia impide que Joe se case con Charlotte diciéndole que está mal de la cabeza. Las primas se distancian, pero cuando Jim fallece en un accidente, Delia invita a Charlotte y Tina para que vivan con ella y sus hijos. Tina, que desconoce que Charlotte es su madre biológica, se integra como hija de Delia y llama tía a Charlotte.
Quince años después, Tina está prometida con Lanning Halsey, un partido excelente. Sin saber todavía que Charlotte es su madre biológica, se queja de cómo interfiere en su vida. Cuando Delia se ofrece a adoptarla formalmente para ofrecerle un nombre respetable y una posición destacada en la sociedad, Tina acepta encantada. Charlotte intenta decir a Tina la verdad antes de la boda, pero se siente incapaz.
Charlotte se sincera con Delia y confiesa su dolor por el hecho de que tanto Clem como Tina quieran a Delia más que a ella misma. Delia cuenta a Tina que Charlotte ha sacrificado su propia felicidad al rehusar el matrimonio con un pretendiente que no aceptaba a Tina como hija. Delia presiona a Tina para que su último beso, antes de marchar con su marido, sea para Charlotte. Tina acepta y su gesto supone tal felicidad para Charlotte que se dispone a pasar el resto de su vida con Delia como amiga, no como adversaria.

## Reparto
- Bette Davis como Charlotte Lovell
- Miriam Hopkins como Delia Lovell Ralston
- George Brent como Clem Spender
- Jane Bryan como Clementina
- Donald Crisp como Dr. Lanskell
- Louise Fazenda como Dora
- James Stephenson como Jim Ralston
- Jerome Cowan como Joseph Ralston
- William Lundigan como Lanning Halsey
- Cecilia Loftus como «abuela» Henrietta Lovell
- William Hopper como John Ward
- Frederick Burton como Mr. Halsey (sin acreditar)

## Producción
En 1935, el periódico Los Angeles Times anunció que Ernst Lubitsch había comprado los derechos para llevar a la pantalla grande la obra de teatro de Zoe Akins y que pretendía contratar a dos estrellas de Broadway, Judith Anderson y Helen Menken, para una película con los estudios Paramount Pictures, pero este proyecto no progresó. Según The Hollywood Reporter, Warner Bros. compró los derechos Paramount en enero de 1939.
Humphrey Bogart fue la primera opción para interpretar a Clem Spender, pero Jack L. Warner, jefe de rodaje, pensó que no tenía aspecto ni de héroe ni romántico, y le echó después de dos días de rodaje. Bette Davis influyó en el director Edmund Goulding y en el productor Hal B. Wallis para que le remplazaran con George Brent, que lo aceptó aunque se trataba de un pequeño papel.
Esta fue la primera vez que Davis tuvo el mismo tiempo de pantalla que la coprotagonista femenina. «Nunca me disgustó ese papel», cuenta en su autobiografía, A Lonely Life, de 1962, incluso propuso hacer los dos papeles, Charlotte y Delia. Sin embargo, el papel más agradecido fue para Miriam Hopkins, con quien Davis había trabajado en Rochester (Nueva York) cuando las dos formaban parte de la compañía de George Cukor —Hopkins era la estrella y Davis la segunda. Hopkins estaba molesta porque Davis había ganado el Óscar a la mejor actriz con la película Jezabel, en la que interpretaba un papel que Hopkins había tenido antes en Broadway; también estaba convencida de que Davis tenía un affair con su marido Anatole Litvak, del que se estaba divorciando. Así que hizo todo lo posible por torpedear su actuación como coprotagonista. «Miriam es una mujer encantadora en sociedad», recordaba Davis. «Trabajar con ella es otra cosa... Miriam, debo reconocerlo, se sabía todos los trucos del mundo. Me fascinaba detectarlos uno detrás de otro... Mantener la calma me costó lo suyo. Llegaba a casa todas las noches gritando a todo el mundo.» El director de fotografía Tony Gaudio se quejó de que Hopkins se empeñaba en modificar el maquillaje diseñado por Perc Westmore para parecer considerablemente más joven que Davis en las tomas en que las dos se suponía que ya tenían cierta edad. Las dos actrices alegaron enfermedades para no aparecer en el estudio de rodaje en diversas ocasiones, consiguiendo que la producción se retrasara once días.